# Risfjorden (Skarsvåg)
 For alternative betydninger, se Risfjorden. (Se også artikler, som begynder med Risfjorden)
Risfjorden er en fjord på nordsiden af Magerøya i Nordkap kommune i Troms og Finnmark fylke i Norge. Fjorden har indløb ved Børneset i vest og Reinskinneset i øst og går 3,5 kilometer mod sydvest til fiskeværet Skarsvåg i enden af fjorden.
Helt yderst på østsiden af fjorden ligger bugten Lille Skarsvåg. Yderst i fjorden ligger også holmene Lille Skikka, Barden og Rusholmen. Skarsvåg ligger på vestsiden, nesten helt inde i fjorden. Fjorden er 48 meter på det dybeste, lige ud for Lille Skarsvåg.
Vest for Børneset går Vestfjorden, mens Kaldfjorden ligger øst for Reinskinneset.